# Ariel Rubinstein

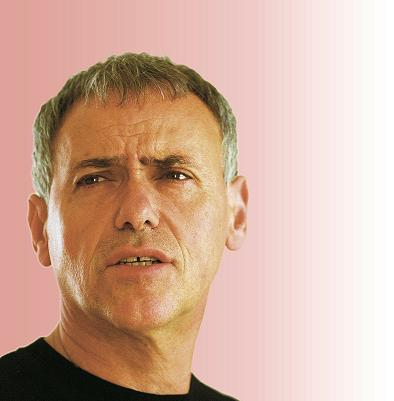
Ariel Rubinstein (2007)

Ariel Rubinstein (hebräisch אריאל רובינשטיין; * 13. April 1951 in Jerusalem) ist ein israelischer Wirtschaftswissenschaftler. Sein Schwerpunkt ist die Spieltheorie, zu der er beispielsweise mit dem Rubinstein-Verhandlungsmodell beitrug (1982).

## Leben
1969 bis 1971 leistete Rubinstein seine Wehrpflicht ab. Anschließend studierte er bis 1979 an der Hebräischen Universität Jerusalem Mathematik und Volkswirtschaftslehre. Für Mathematik erhielt er 1974 einen Bachelor und 1976 den Master, bei seinem Wirtschaftsstudium erhielt er 1975 den Master. Mit der Arbeit zu Selected problems in legal policy- a formal economic approach erhielt er 1979 einen Ph.D. Anschließend war er bis 1980 wissenschaftlicher Mitarbeiter (research fellow) am Nuffield College in Oxford und 1980 bis 1981 in den Bell Laboratories in Murray Hill tätig. Im Oktober 1981 kehrte er als Dozent an den Fachbereich für Wirtschaft der Universität in Jerusalem zurück. Hier wurde er im Oktober 1984 außerordentlicher Professor und zwei Jahre später ordentlicher Professor. Seit April 1990 ist Ariel Rubinstein Professor an der Universität Tel Aviv (Stand 2009). Neben seinen Verpflichtungen in Tel Aviv war er von 1991 bis 2004 Professor der Princeton University und seit 2004 der New York University.
Als Hobby sammelt Ariel Rubinstein Fotos von Cafés, die er besucht hat.

## Auszeichnungen und Mitgliedschaften
- 1985 Mitglied und 2004 Präsident der Econometric Society[3]
- 1994 Ehrenmitglied der American Academy of Arts and Sciences[4] und 1995 der American Economic Association[3]
- 1995 Mitglied der Israelischen Akademie der Wissenschaften[3]
- 2002 Ehrendoktorwürde der Universität Tilburg[3]
- 2002 Israel-Preis[3]
- 2004 Erwin Plein Nemmers Prize in Economics[5]
- 2007 Korrespondierendes Mitglied der British Academy
- 2012 Mitglied der Academia Europaea[6]

## Veröffentlichungen

### Bücher
- Bargaining and Markets, mit M.Osborne, Academic Press 1990
- A Course in Game Theory mit M.Osborne, MIT Press, 1994
- Modeling Bounded Rationality, MIT Press, 1998 (PDF-Datei)
- Economics and Language, Cambridge University Press, 2000
- Lecture Notes in Microeconomics (modeling the economic agent), Princeton University Press, 2005 (PDF-Datei)

### Zeitschriftenartikel (Auswahl)
- Equilibrium in Supergames with the Overtaking Criterion in Journal of Economic Theory Nr. 21, 1979, S. 1–9 (PDF-Datei)
- Perfect Equilibrium in a Bargaining Model in Econometrica 50 (1982), S. 97–110 (PDF-Datei)
- Equilibrium in a Market with Sequential Bargaining mit Asher Wolinsky in Econometrica 53, 1985, S. 1133–1150 (PDF-Datei)
- Finite Automata Play the Repeated Prisoner’s Dilemma in Journal of Economic Theory 39, 1986, S. 83–96 (PDF-Datei)
- Similarity and Decision-Making Under Risk in Journal of Economic Theory 46, 1988, S. 145–153 (PDF-Datei)
- The Electronic Mail Game: A Game with Almost Common Knowledge in American Economic Review 79, 1989, S. 385–391 (PDF-Datei)
- Comments on the Interpretation of Game Theory in Econometrica 59, 1991, S. 909–924 (PDF-Datei)
- On the Interpretation of Decision Problems with Imperfect Recall mit Michele Piccione in Games and Economic Behavior 20, 1997, S. 3–24, (PDF-Datei)
- Games with Procedurally Rational Players mit Martin Osborne in American Economic Review 88, 1998, S. 834–847 (PDF-Datei)
- Dilemmas of An Economic Theorist in Econometrica 74, 2006, S. 865–883 (PDF-Datei)
- Equilibrium in the Jungle mit Michele Piccione in Economic Journal 117, 2007, S. 883–896 (PDF-Datei)
- Comments on NeuroEconomics in Economics and Philosophy 24, 2008, S. 485–494 (PDF-Datei)